# Lux Capital
Lux Capital è un'azienda di venture capital fondata a New York da Peter Hébert, Robert Paull, e Josh Wolfe nel 2000. La società investe in tecnologie emergenti nel campo della fisica e delle scienze delle vita

## Storia
Lux Capital è stata fondata nel 2000 da Peter Hébert, Robert Paull e Josh Wolfe. Nell'aprile 2011, l'ex partner senior di McKinsey, Richard N. Foster, e l'ex direttore della CIA, James Woolsey, sono entrati a far parte dell'organizzazione in ruoli di senior management.  Nell'agosto 2012, l'ex capo della Pfizer, Jeff Kindler, è entrato a far parte dell'organizzazione con funzioni simili.
L'organizzazione aveva raccolto circa 1 miliardo di dollari in fondi di investimento entro l'agosto 2019. A giugno 2021, aveva raccolto circa 1,5 miliardi di dollari in fondi di investimento.

## Portfolio
La Lux Capital ha messo in piedi più di 20 aziende partendo da zero.
Le società in cui ha investito sono: Accelergy, Cambrios, Cerulean Pharma, Crystal IS, Everspin, Genocea Biosciences, GridCo, Kala Pharmaceuticals, Kereos, Kurion, Kymeta, Lux Research, Luxtera,Magen Biosciences, Molecular Imprints, Nanosys, Visterra, QD Soleil, SiBEAM, Shapeways, Silicon Clocks, Siluria Technologies, e Transphorm.